# یواس‌اس بنوا (ای‌پی‌بی-۳۵)
یواس‌اس بنوا (ای‌پی‌بی-۳۵) (به انگلیسی: USS Benewah (APB-35)) یک کشتی بود که طول آن ۳۲۸ فوت ۰ اینچ (۹۹٫۹۷ متر) بود. این کشتی در سال ۱۹۴۵ ساخته شد.